# جمال الدين أحمد
جمال الدين أحمد (بالبنغالية: জামাল উদ্দীন আহমেদ)‏ (و. 1977  م) هو لاعب كريكت بنجلاديشي.

## روابط خارجية
- جمال الدين أحمد على موقع إي آس بي آن كريك إنفو (الإنجليزية)